# 379 Garrynamonie
Unter der Adresse 379 Garrynamonie auf der schottischen Hebrideninsel South Uist befindet sich ein Cottage. 2019 wurde das Bauwerk in die schottischen Denkmallisten in der Kategorie B aufgenommen.

## Geschichte
Bis 1838 stand die Insel unter der Herrschaft des Clan Ranald. In diesem Jahr erwarb John Gordon of Cluny South Uist und vererbte die Insel innerhalb der Familie weiter. Zur Gewinnung von Weidefläche ließ dieser in den folgenden Jahrzehnten zahlreiche Inselbewohner vertreiben. Bei Cottages handelt es sich um typische Crofter-Behausungen, die auf den Hebriden und in den westlichen Highlands allgegenwärtig waren. Heute sind nur noch rund 200 historische Cottages erhalten, von denen 54 auf den Äußeren Hebriden zu finden sind.
379 Garrynamonie wurde vermutlich im mittleren 19. Jahrhundert errichtet und später überarbeitet.

## Beschreibung
379 Garrynamonie steht am Westrand der kleinen Streusiedlung Garrynamonie nahe der Südwestküste South Uists. Es handelt sich um ein kleines, eingeschossiges Cottage im inseltypischen Stil. Seine ostexponierte Hauptfassade ist drei Achsen weit. Zwei vierflächige Sprossenfenster umgeben den zentralen Vorbau späteren Datums, an welchem sich der Eingangsbereich befindet. In die rückwärtige Fassade ist ein einzelnes Fenster eingelassen. Das Mauerwerk von 379 Garrynamonie besteht aus Feldstein und ist mit Harl verputzt. Zum Schutz vor der Witterung sind die Gebäudekanten gerundet ausgeführt. Das Cottage schließt mit strohgedecktes Walmdach, dessen Sandhafer-Eindeckung mit einem Drahtnetz und beschwerenden Steinen fixiert ist. Der Dachstuhl ruht auf der Außenseite des Mauerwerks, wodurch die überstehende Eindeckung Regenwasser vom Mauerwerk fernhalten kann. Vor beiden Walmen erheben sich traufständige Kamine, die später ergänzt wurden.
Zugehörig sind zwei Außengebäude, die ebenfalls aus Feldstein aufgemauert sind. Die Scheune wurde um einen Hühnerstall erweitert. Sie schließt mit einem Wellblech-gedeckten Satteldach mit einem einzelnen Dachfenster. Das kleinere Gebäude ist mit einer zentralen Eingangstüre ausgeführt und lag 2015 ohne Dach vor.